# Еліс Іствуд
Еліс Іствуд (англ. Alice Eastwood; 19 січня 1859 — 20 жовтня 1953) — канадсько-американська жінка-ботанік.

## Біографія
Народилася 19 січня 1859 року в Торонто, в сім'ї Коліна Скіннера Іствуда англ. Colin Skinner Eastwood) і Елізи Джейн Гоуді Іствуд  англ. Eliza Jane Gowdey Eastwood). У 14 років переїхала разом з родиною в Сполучені Штати Америки. З 20 до 30 років працювала вчителькою в Денвері, Колорадо, одночасно займаючись самоосвітою в області ботаніки.
У 1891 році вона почала працювати в гербарії Каліфорнійської академії наук. У 1892 році Іствуд призначили на посаду сокуратора ботаніки Академії (посада куратора займала Мері Кетрін Брандеджі). У 1894 році — після відходу Брандеджі з посади куратора — Іствуд стала куратором і завідувачем відділення ботаніки; на цій посаді вона пробула до того, як звільнилася у 1949 році.
Під час написання своїх ранніх робіт з ботаніки Іствуд здійснила ряд експедицій по збиранню гербарного матеріалу до кордонів району Біг-Сюр, який наприкінці XIX століття фактично був кордоном (оскільки не було доріг, що ведуть на центральне узбережжя нижче нагір'я Кармель). В цих поїздках вона відкрила декілька досі невідомих видів рослин, включаючи вербу Іствуд (Salix eastwoodiae) і перстач Хікмана (Potentilla hickmanii).
За спогадами тих, хто особисто знав Еліс Іствуд, вона була наділена "незвичайною енергією і могла під час польової роботи в день пішки подолати відстань у 20 кілометрів (а на коні — всі 40). Володіючи міцною статурою, вона під час походів не поступалася чоловікам. Оскільки юні роки Іствуд пройшли в бідності, вона звикла жити скромно, хоча вже в зрілому віці значно поліпшила своє матеріальне становище за рахунок успішних вкладень у нерухомість.
Драматичні дні Еліс Іствуд довелося пережити навесні 1906 року. Ввечері 17 квітня вона, любитель класичної музики, слухала в сан-франциському оперному театрі спів Енріко Карузо, виконував партію дона Хозе в опері «Кармен» Жоржа Бізе. А на наступний день, 18 квітня, грянув катастрофічний землетрус 1906 року в Сан-Франциско. Прийшовши в себе, Іствуд поспішила до будівлі Академії і насилу піднялася з напівзруйнованої гвинтових сходах на шостий поверх, де зберігалася гербарна колекція Академії. Ціною величезних зусиль їй вдалося врятувати частину колекції — 1497 зразків рослин (в тому числі 1211 незамінних); інша (більша) частина колекції загинула у вогні.
Після землетрусу — до того, як Академія побудувала новий будинок — Іствуд вивчала гербарії в Європі та Америці, включаючи гербарії Гарвардського університету, Нью-Йоркського ботанічного саду, Британського музею і Королівських ботанічних садів К'ю. У 1912 році Іствуд повернулася на посаду куратора гербарію і в наступні роки відновила втрачену частину колекції. Вона побувала в численних поїздках по збору матеріалу по західній частині США, включаючи Аляску, Аризону, Юту і Айдахо. Зберігаючи один варіант кожній колекції для Академії і обмінюючись дублікатами з іншими інститутами, Іствуд зібрала колекцію, яка до 1942 році налічувала третину мільйона зразків.
Іствуд протягом своєї кар'єри опублікувала понад 310 наукових статей. Вона була редактором журналу Zoe і помічником редактора журналу Erythea до землетрусу 1906 року, а пізніше спільно з Джоном Томасом Хауеллом заснувала журнал Записки Західної Ботаніки (1932—1966). У 1890-ті роки Іствуд протягом декількох років була директором Каліфорнійського Ботанічного Клубу в Сан-Франциско. З 1892 року Іствуд офіційно перебувала у Каліфорнійській академії наук, а в 1942 році їй було присвоєно звання почесного члена Академії.
Померла Іствуд в Сан-Франциско 30 жовтня 1953 року.
В честь Еліс Іствуд названі вісім видів рослин. Її ім'я увічнене ще й у видовій назві красивих, але отруйних грибів родом з західної частини Північної Америки — Boletus eastwoodiae, які вона зібрала

## Галерея

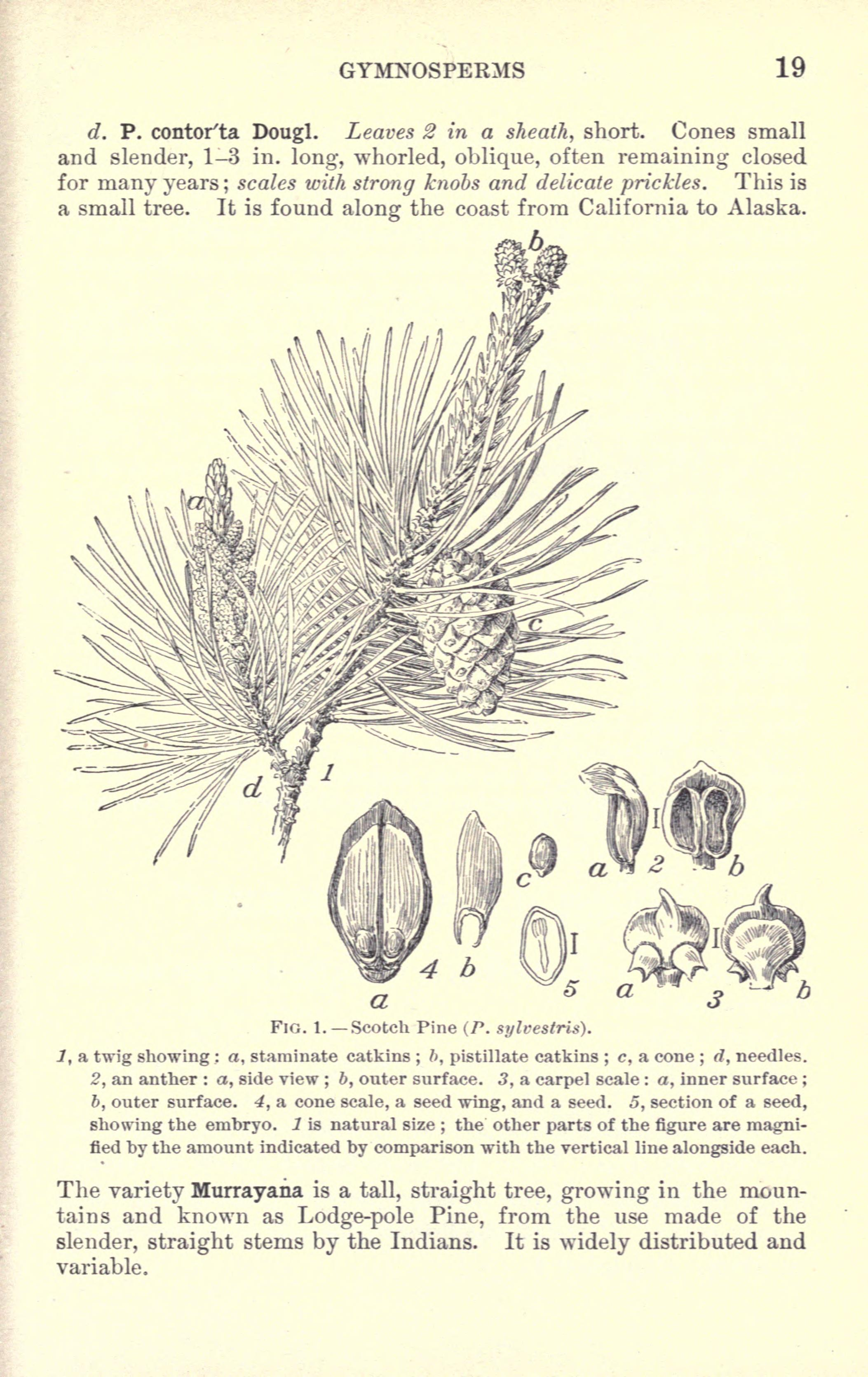
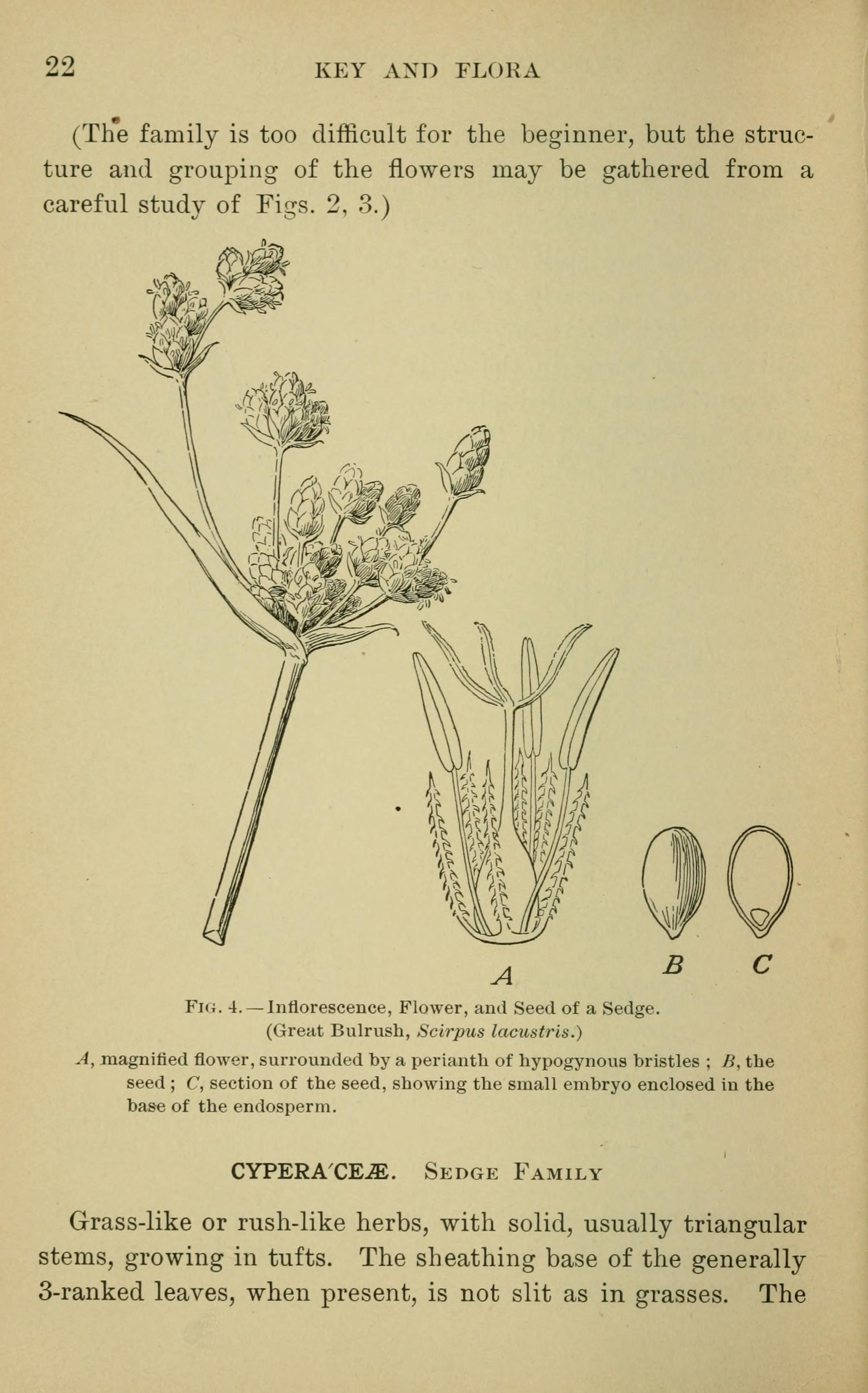
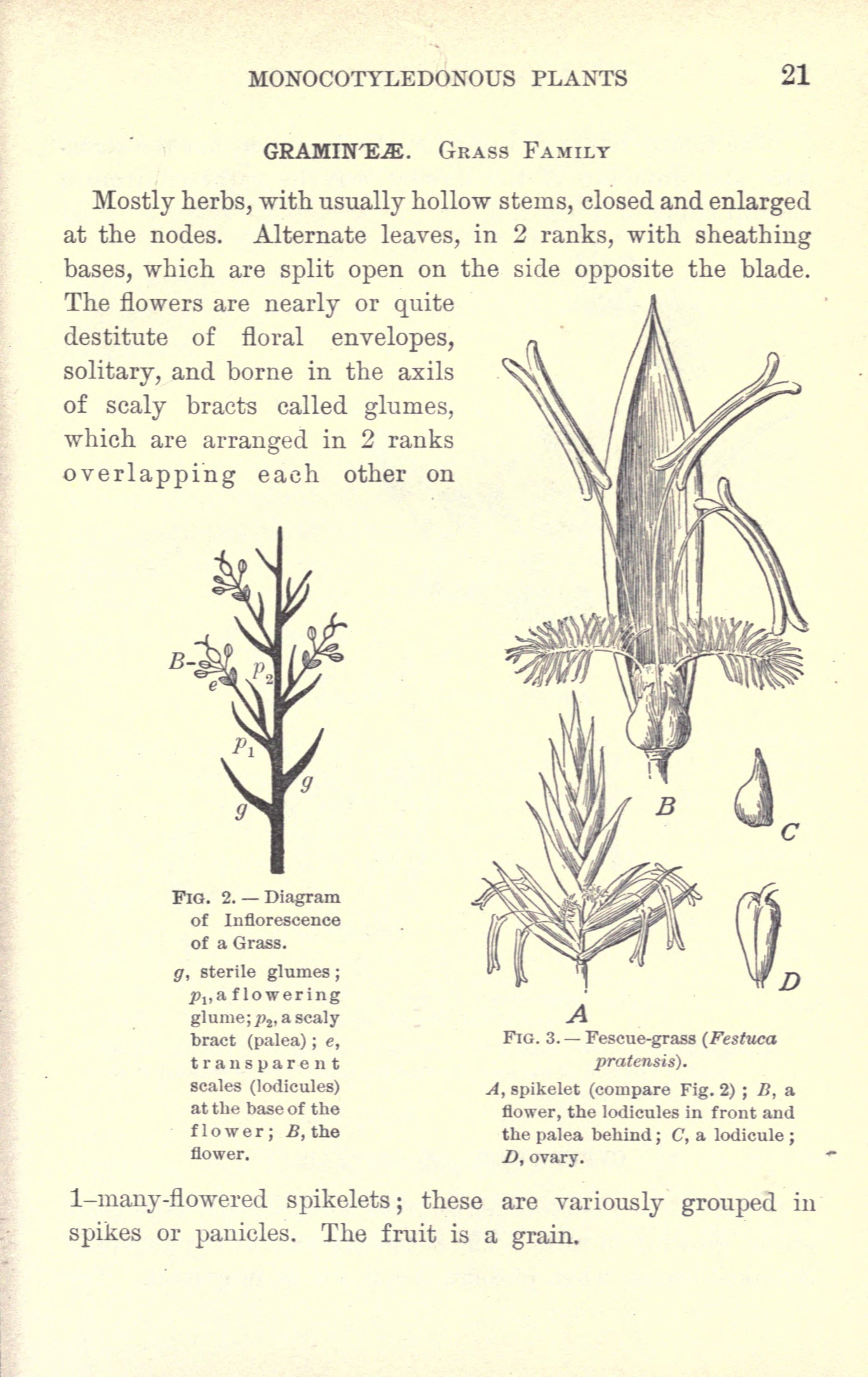
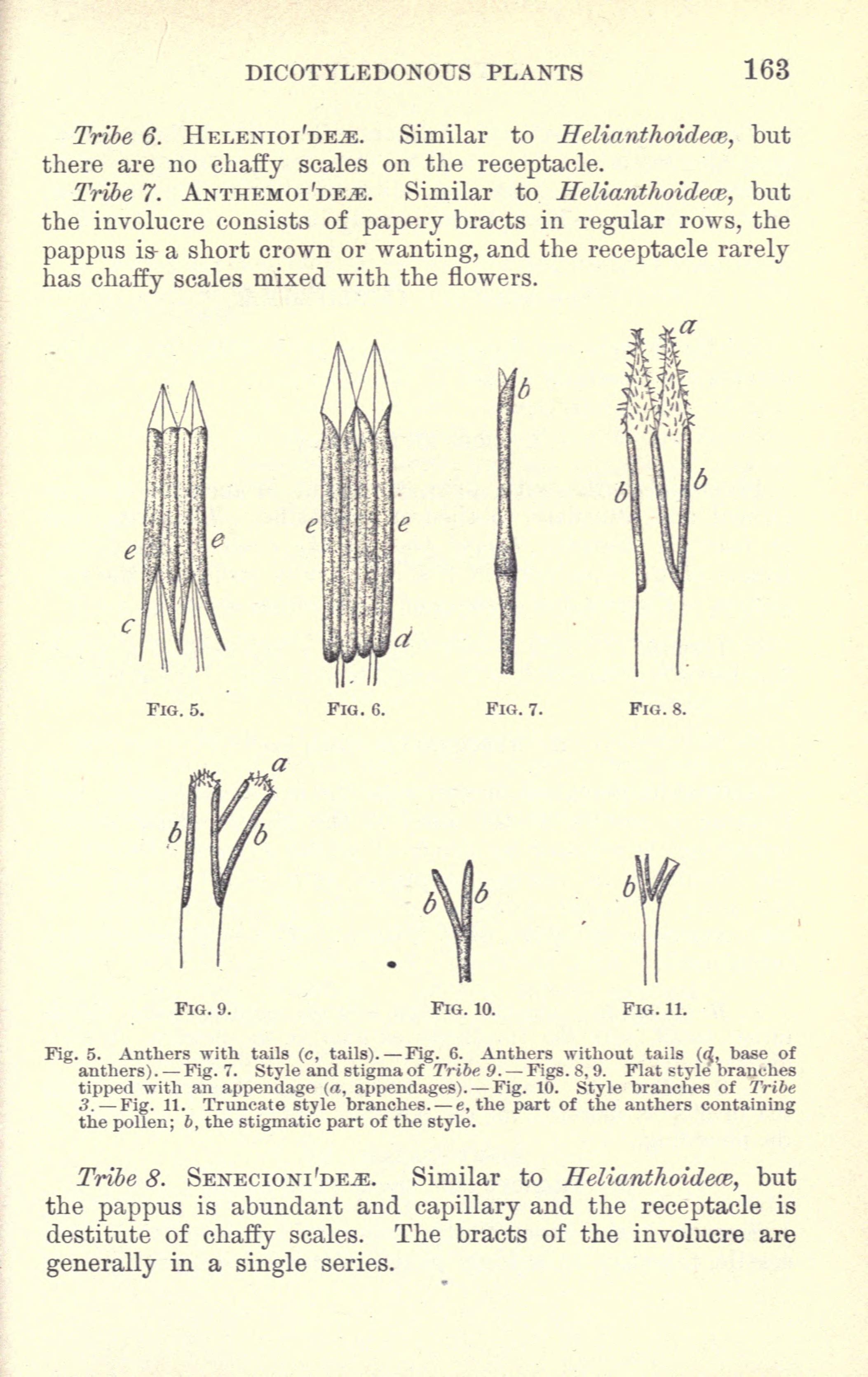
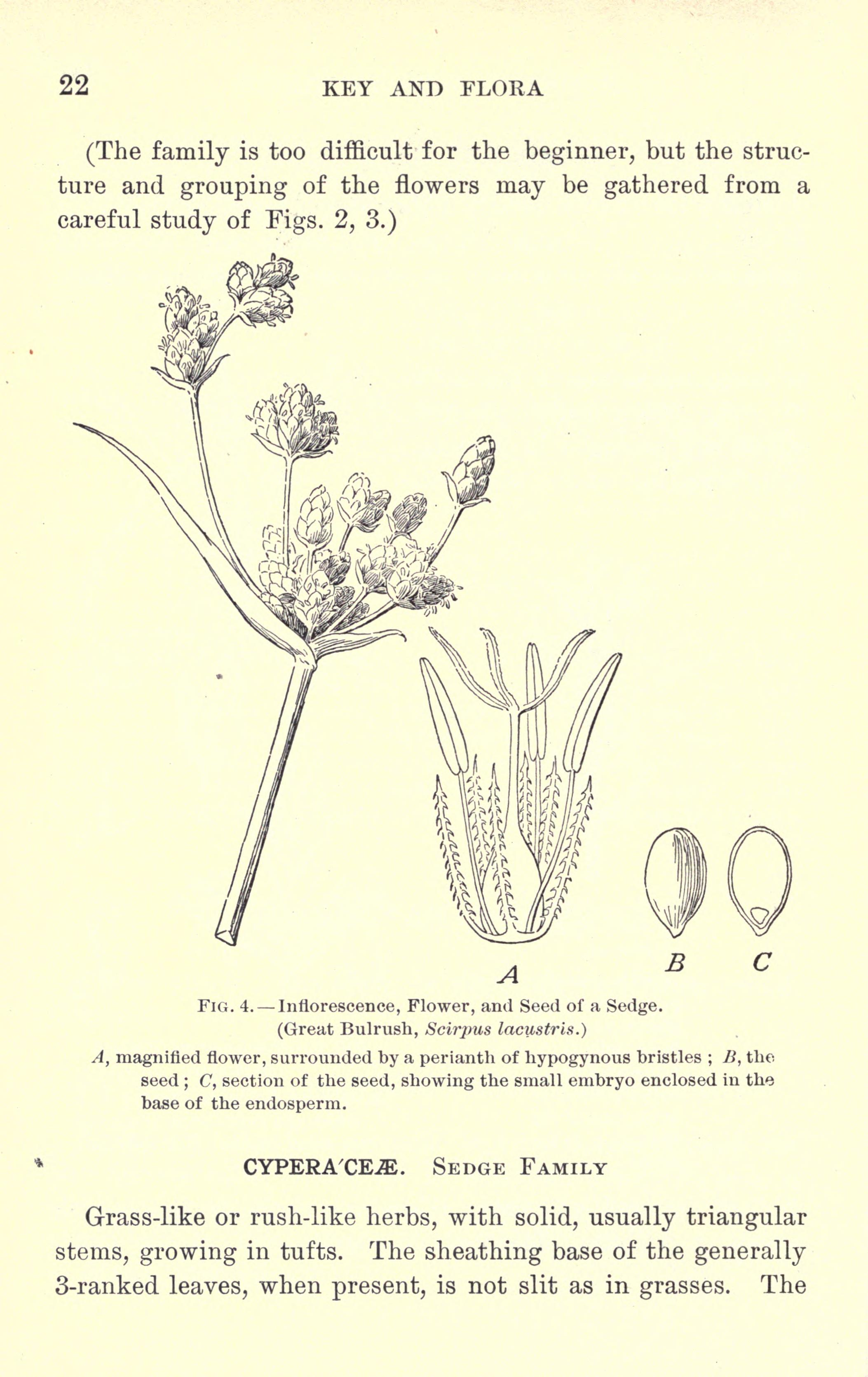
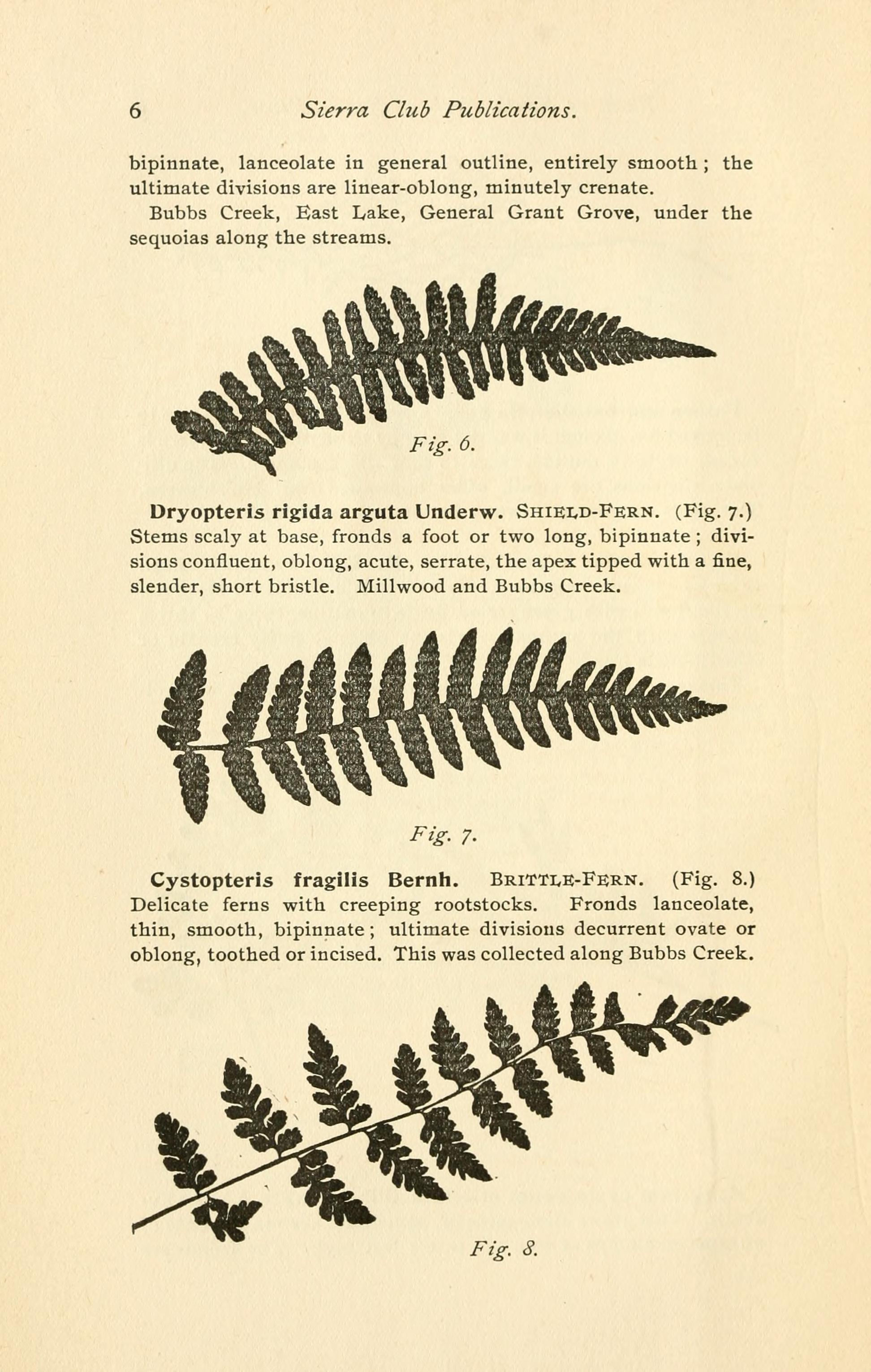
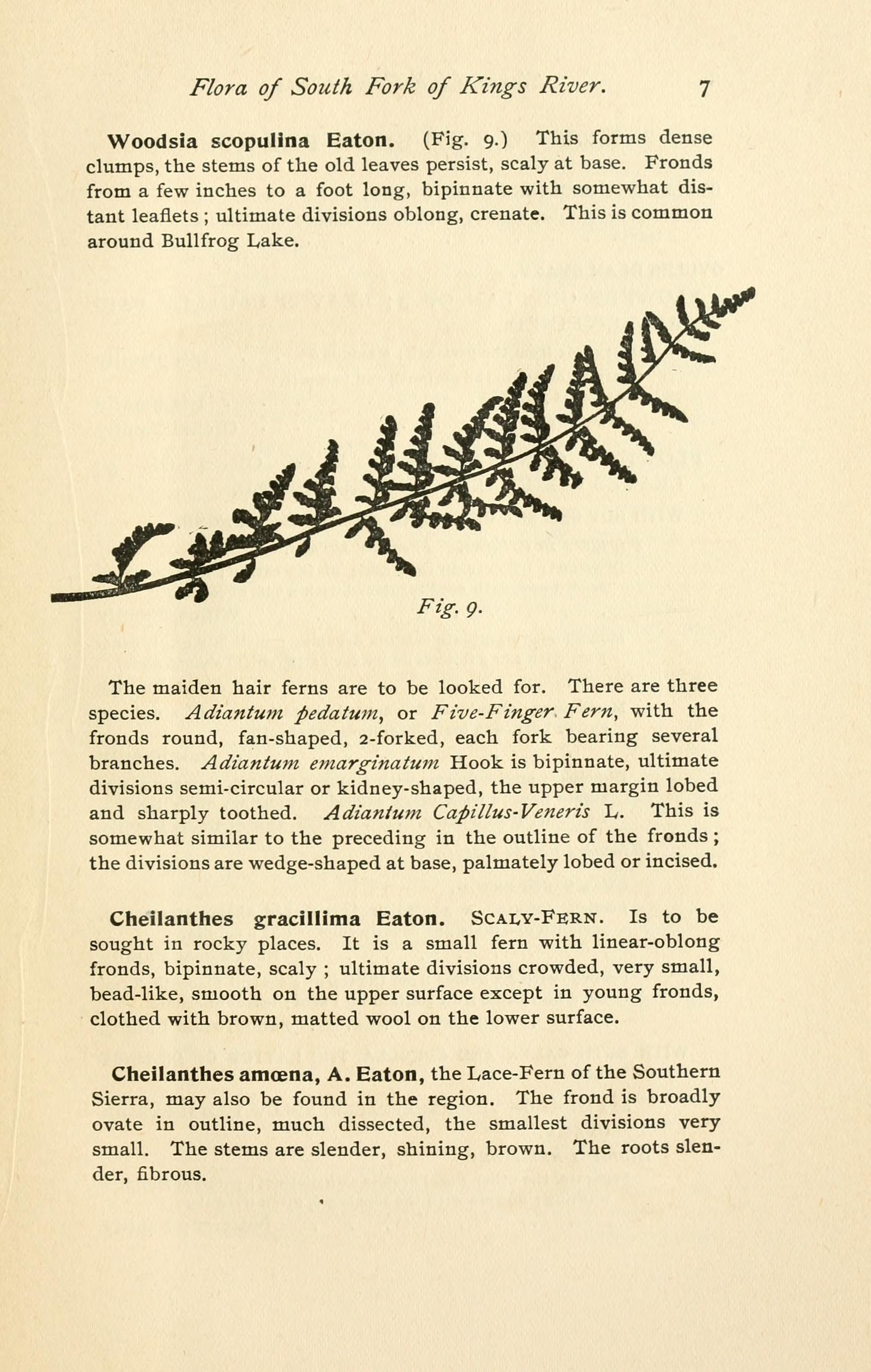
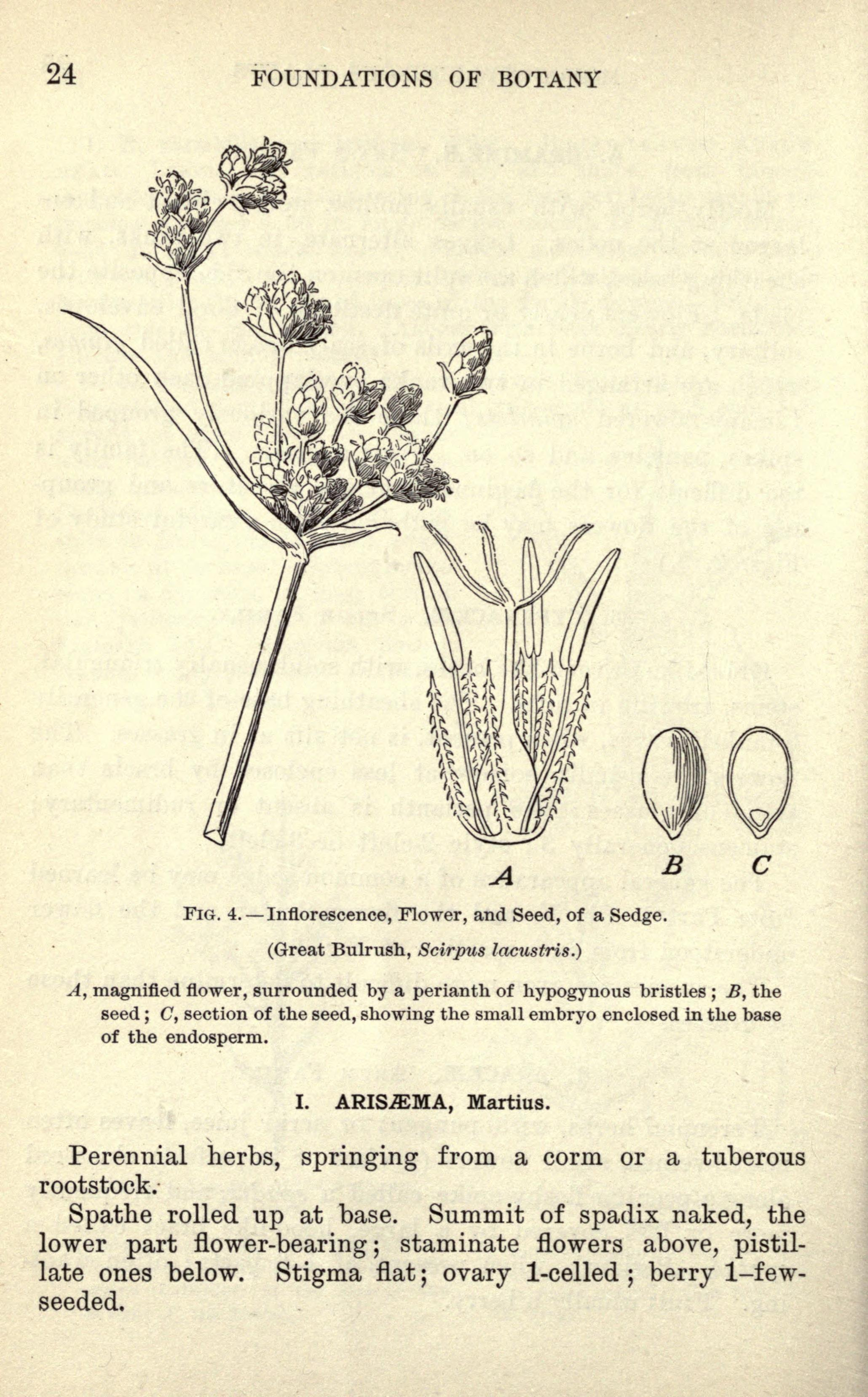
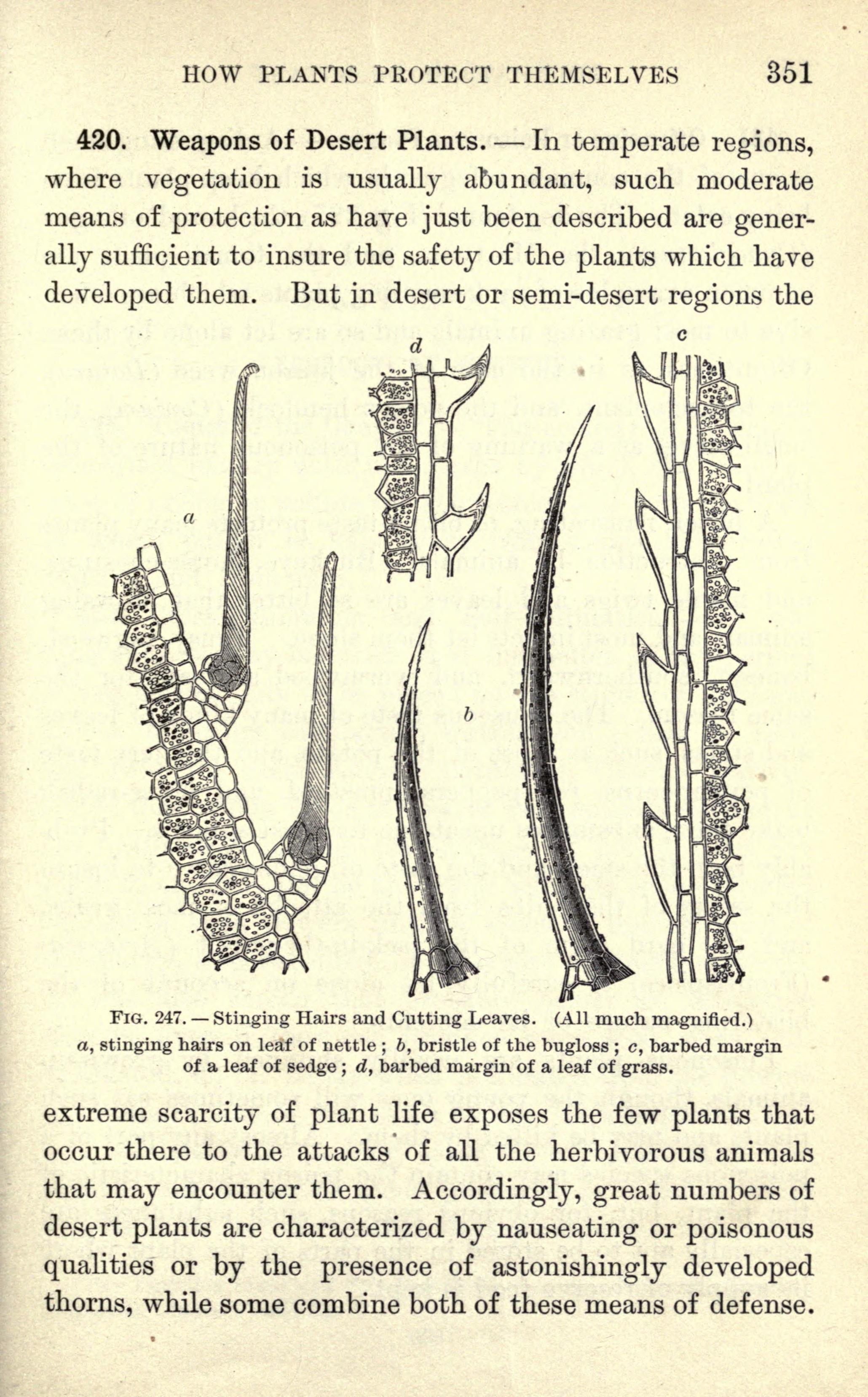
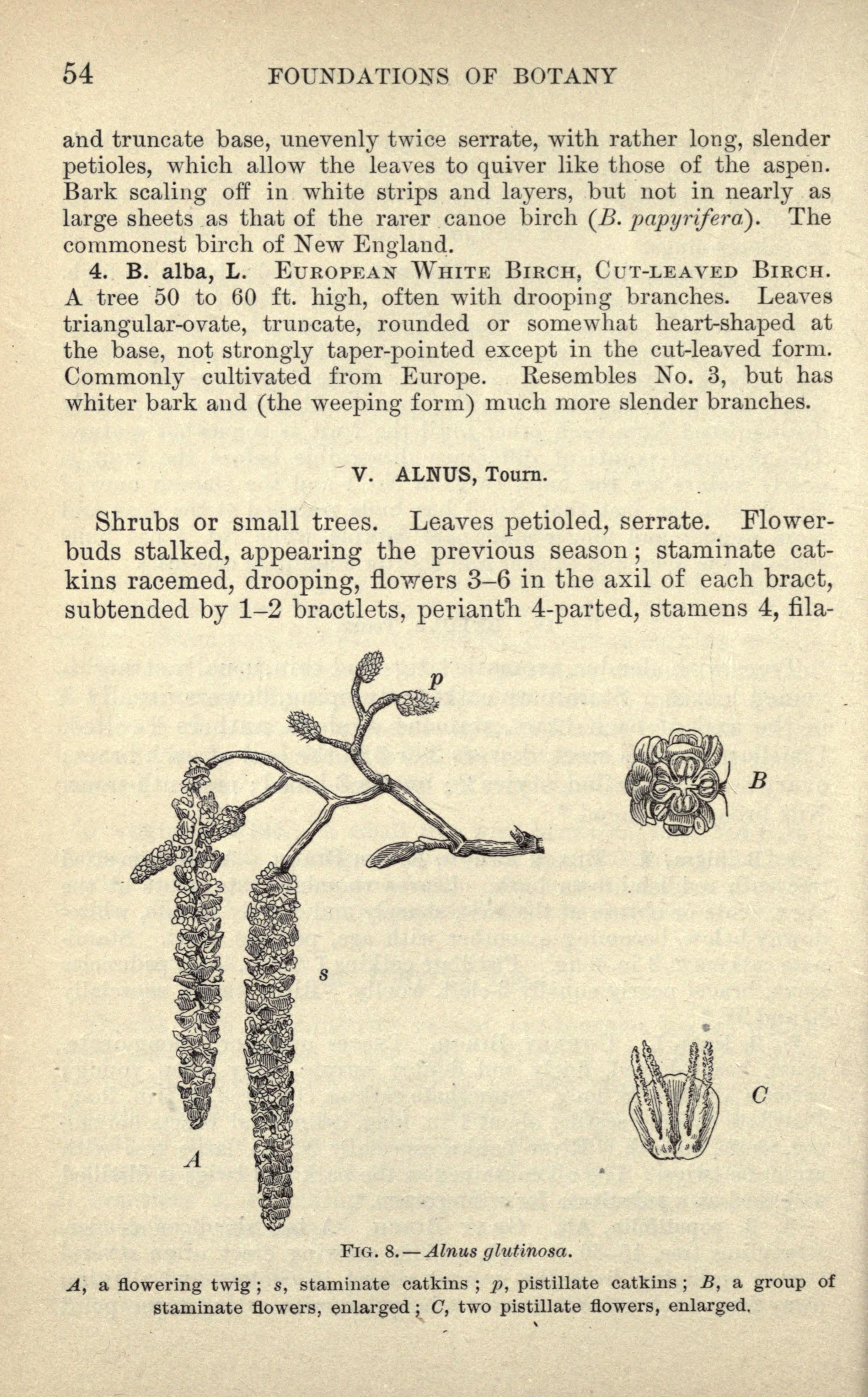
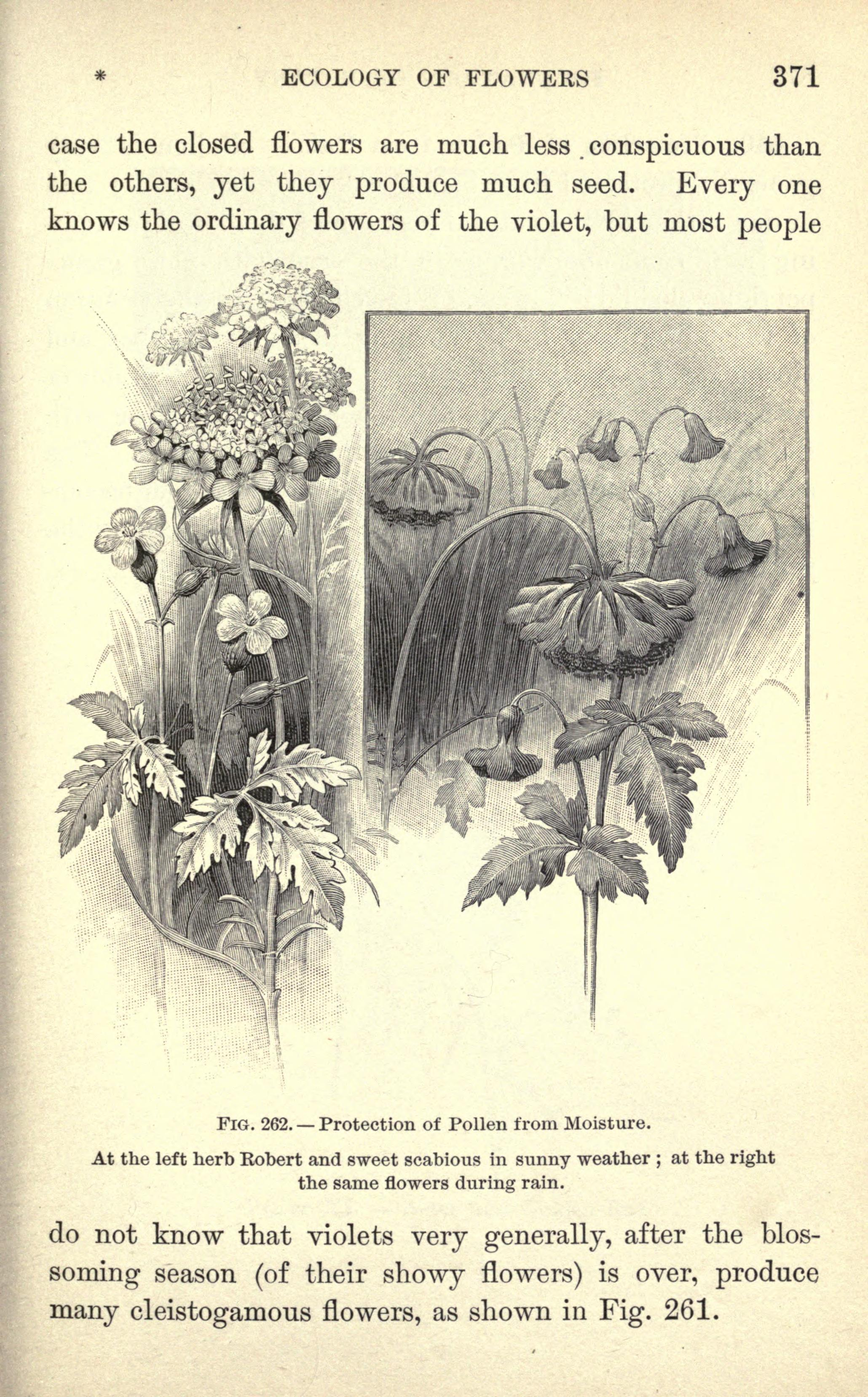
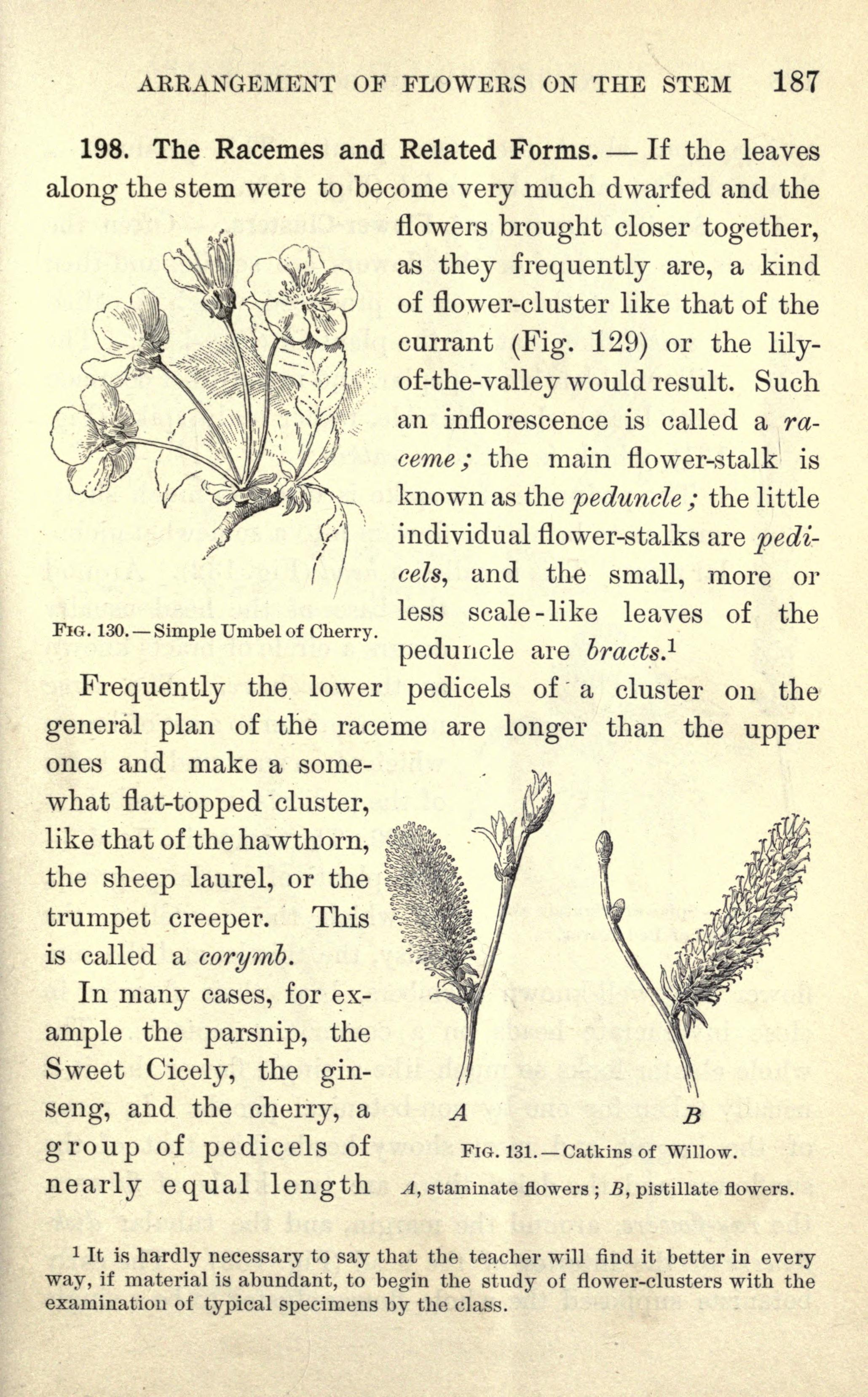
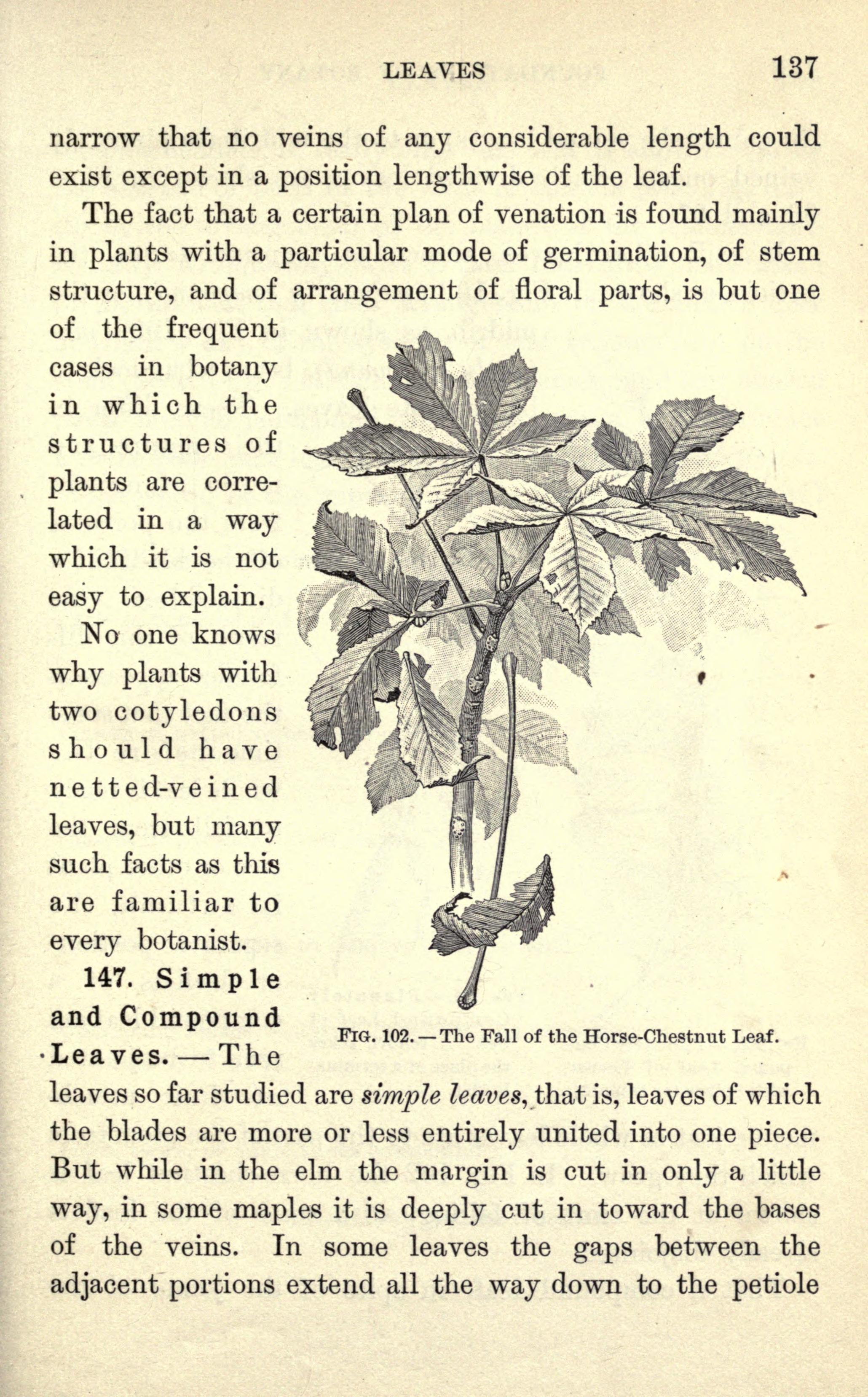
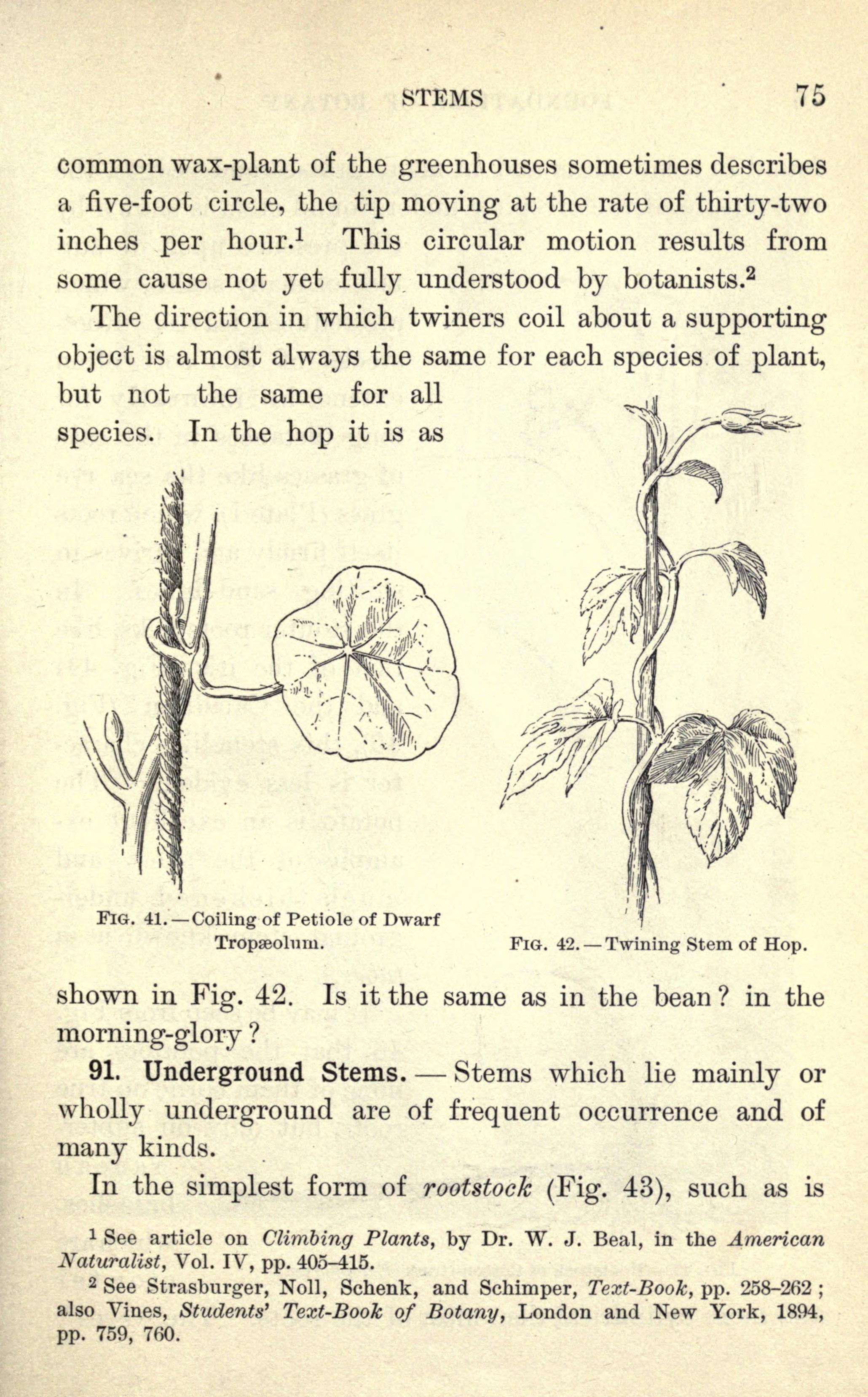
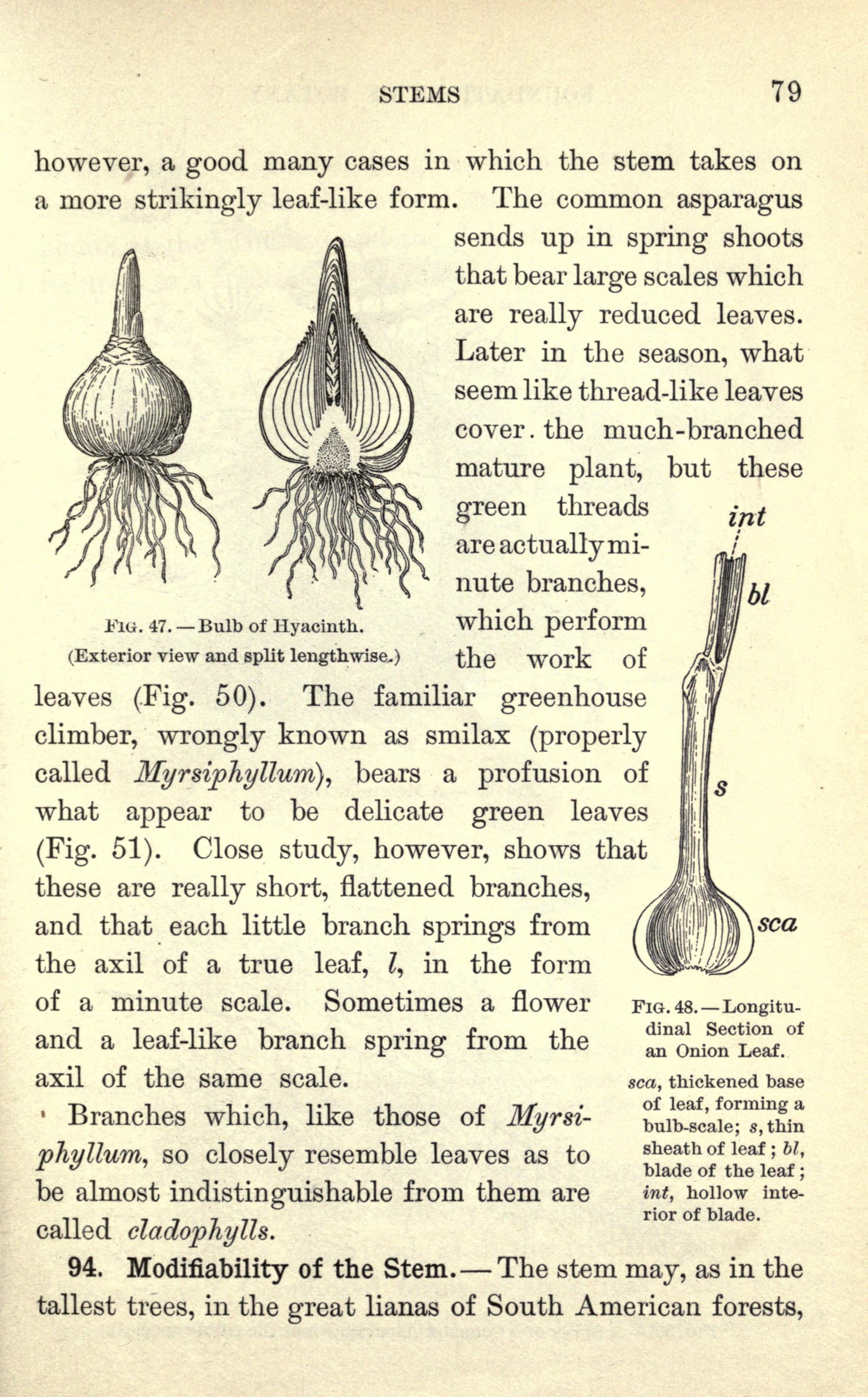
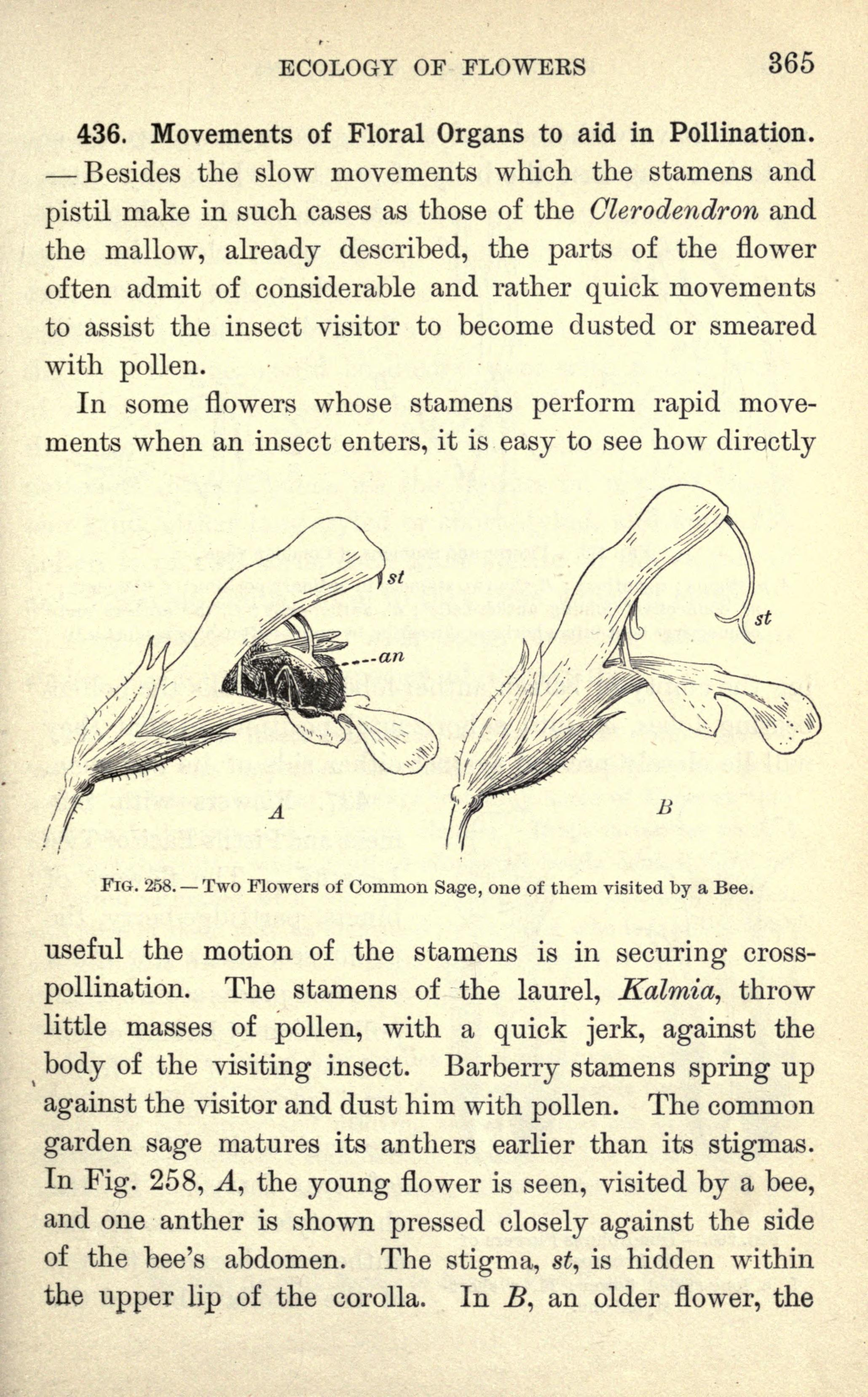
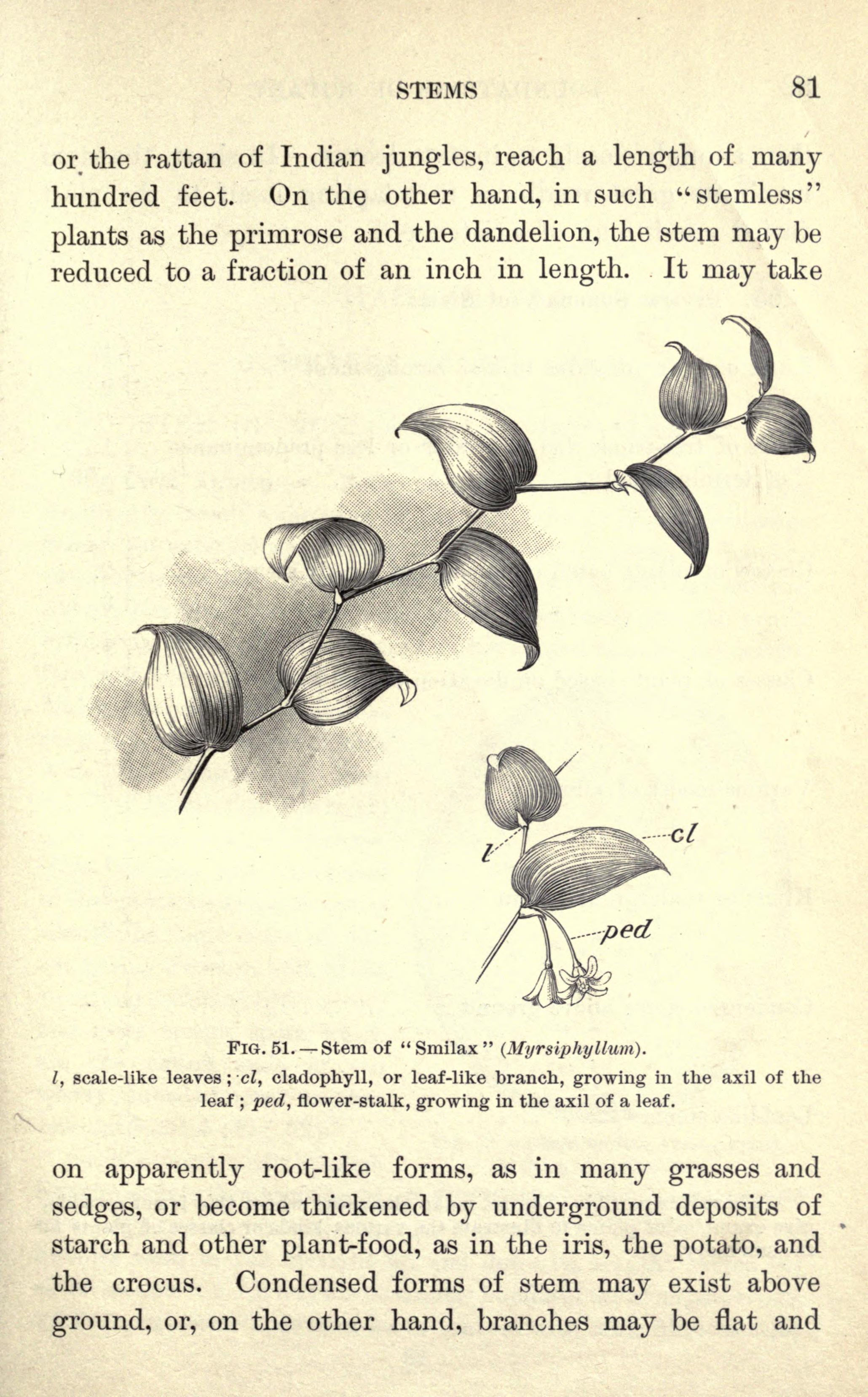
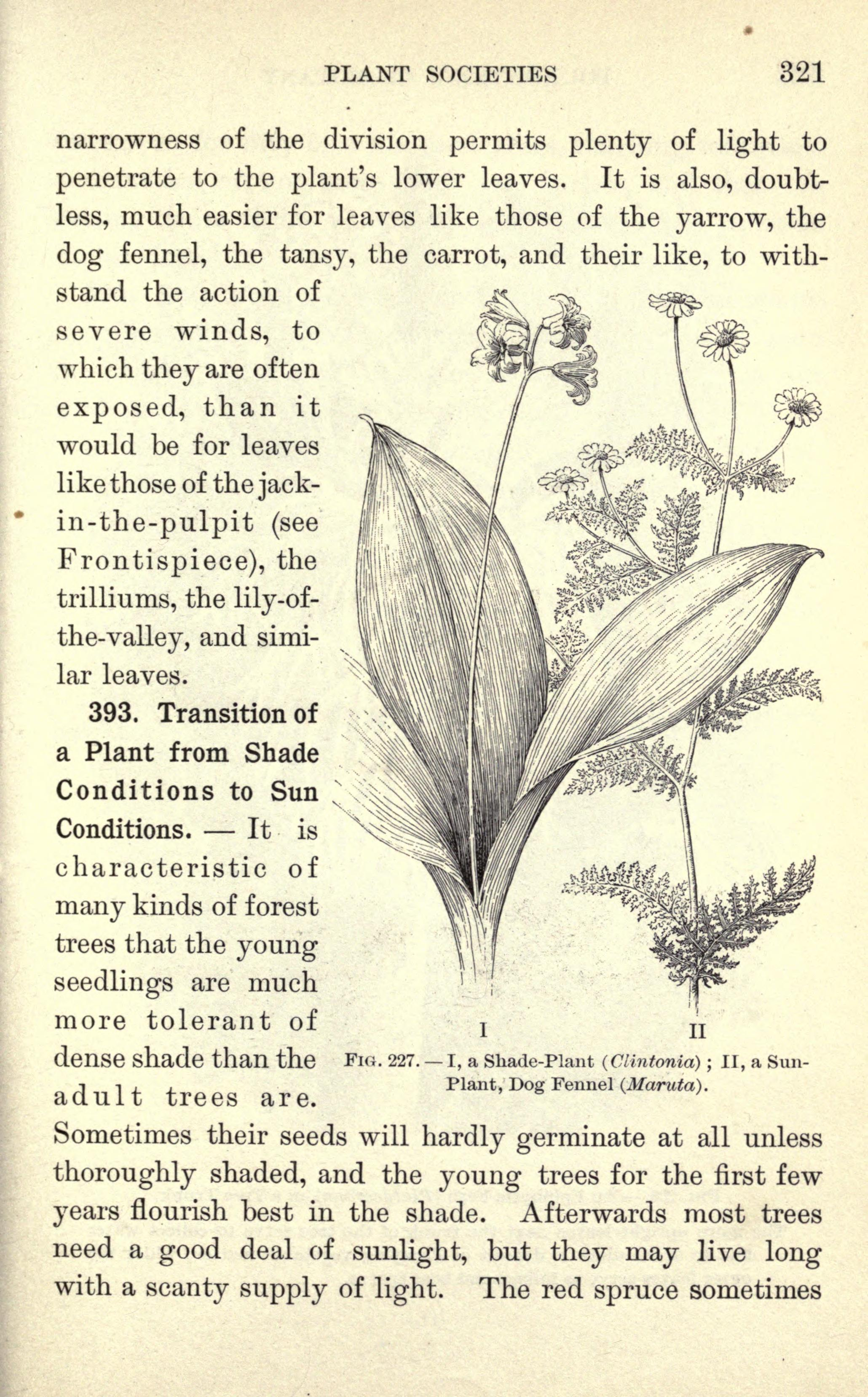
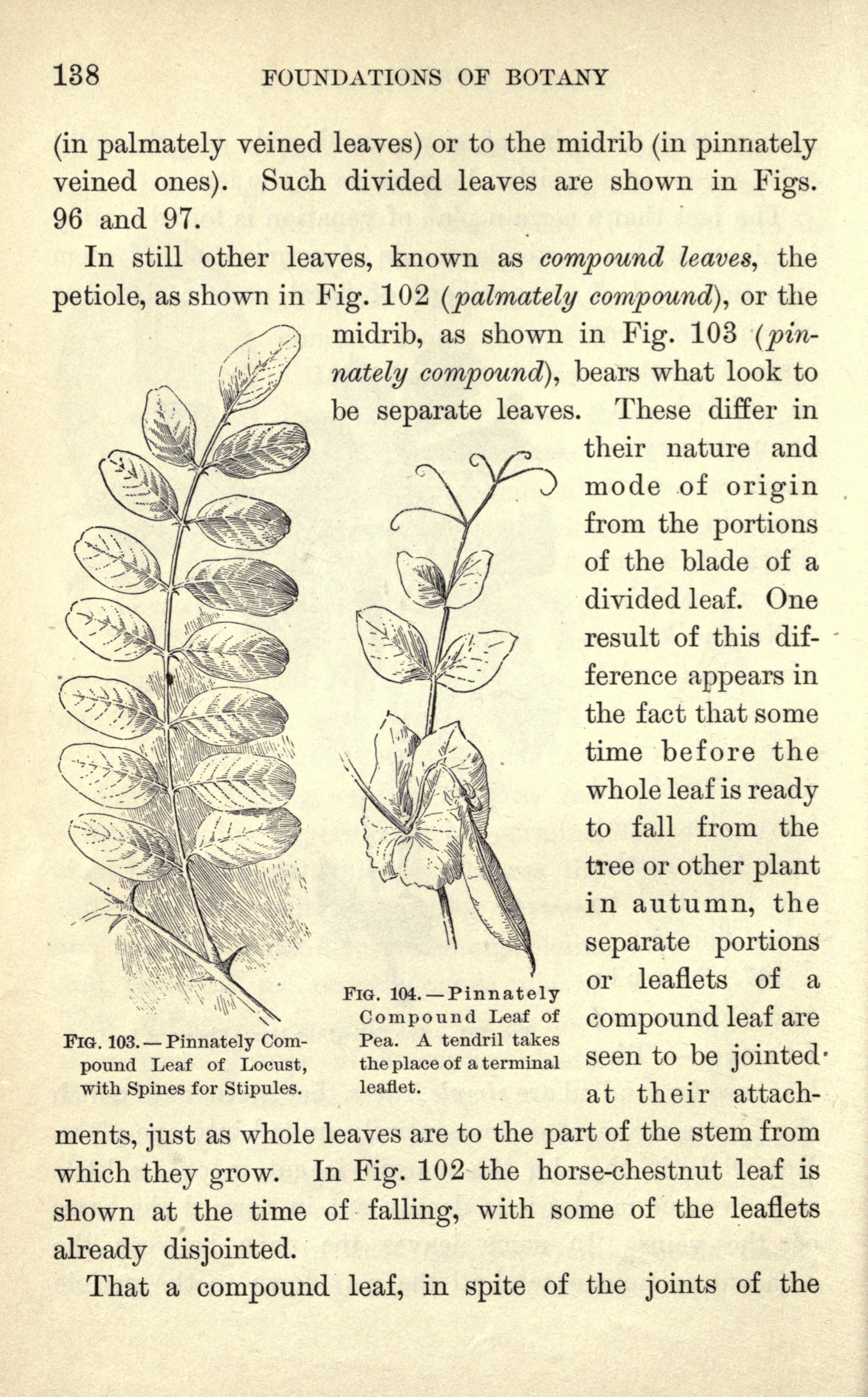
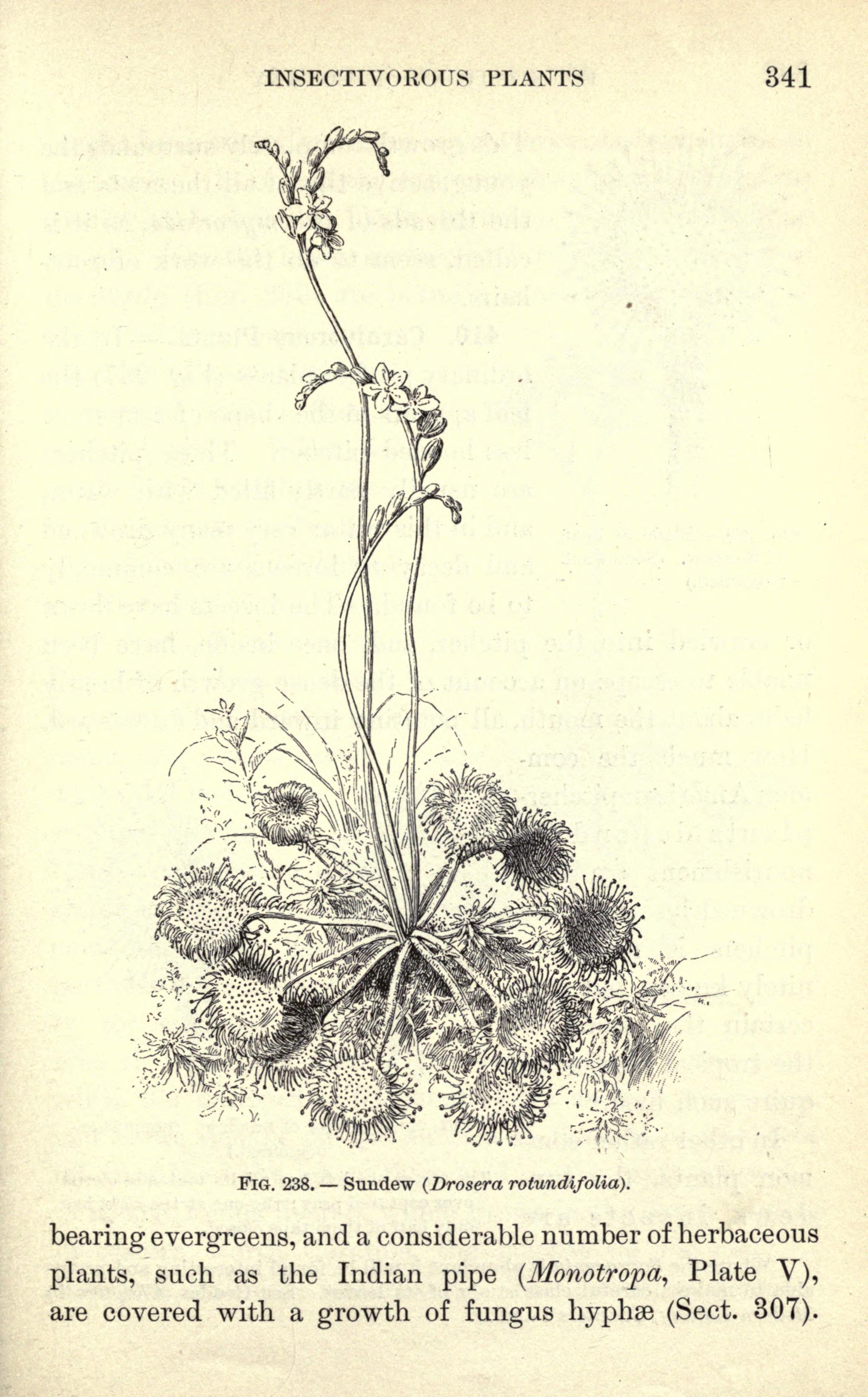
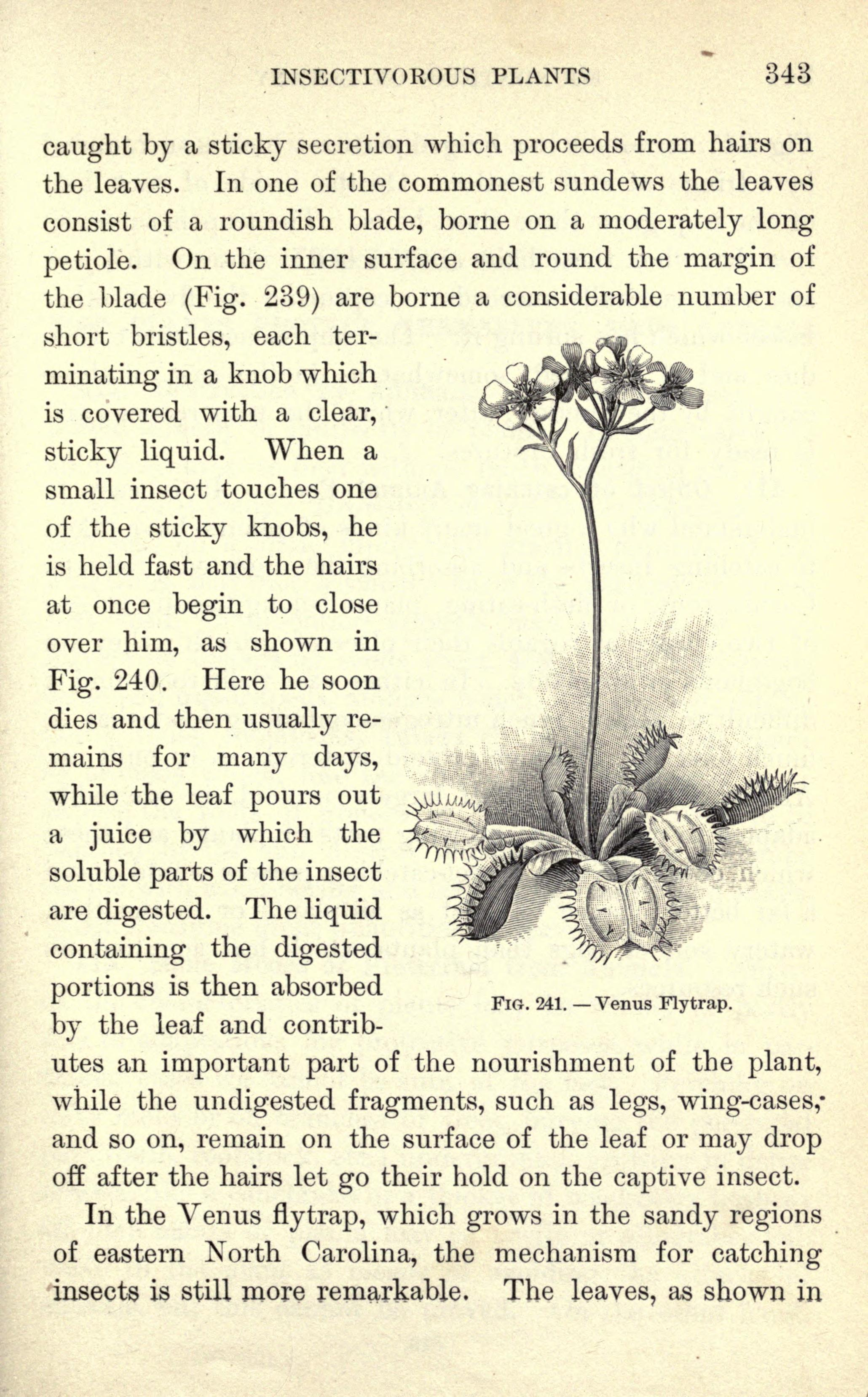
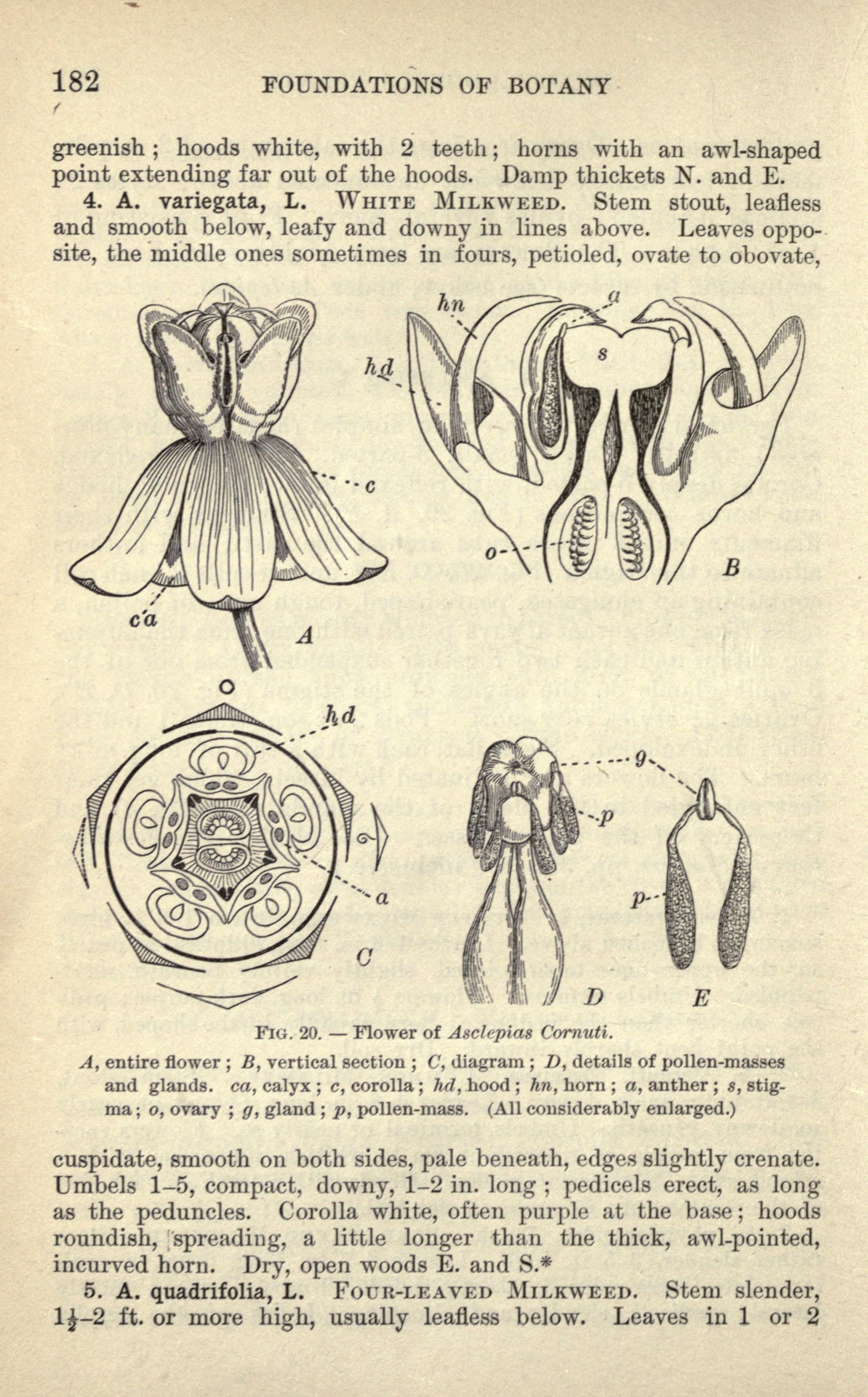
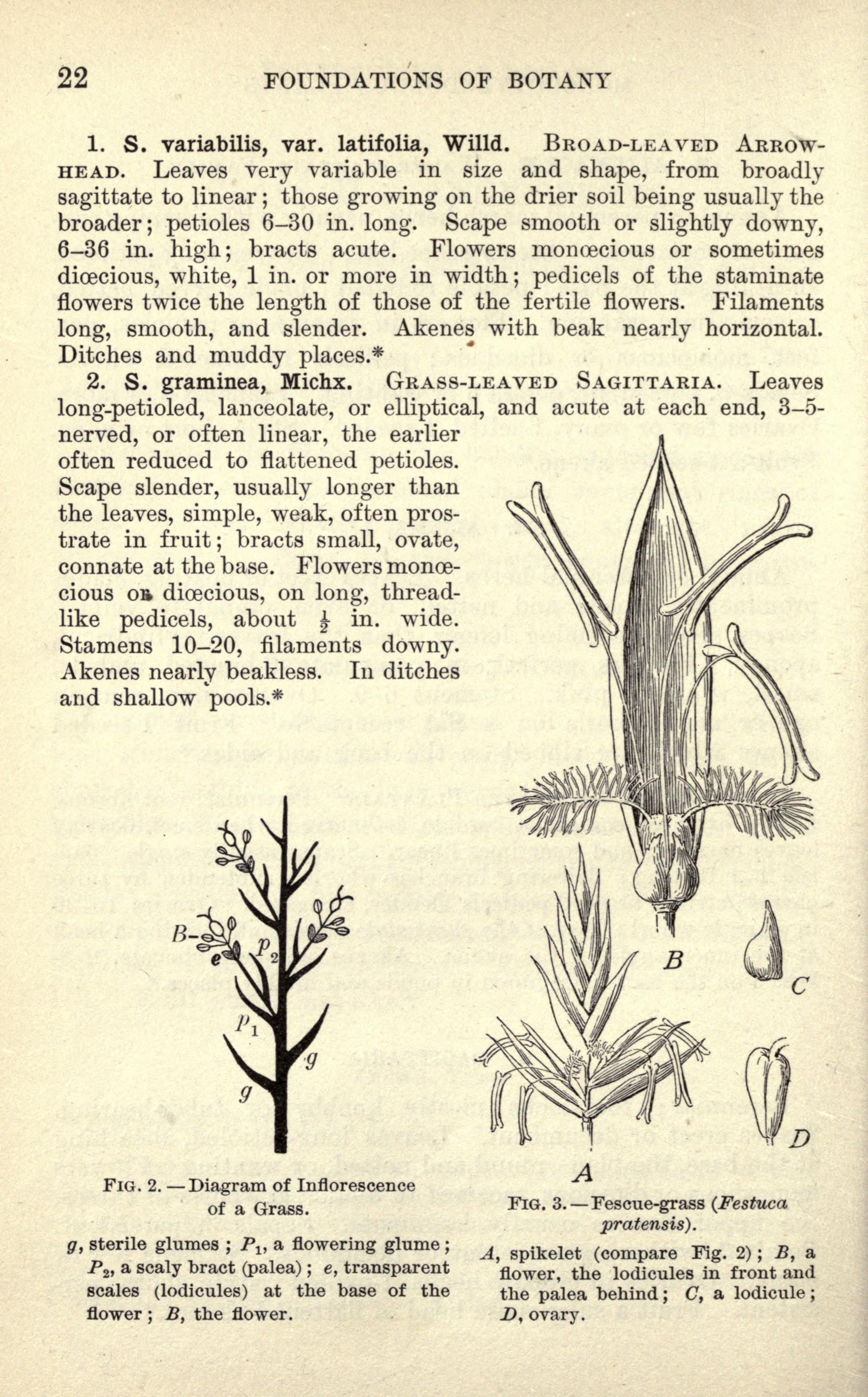
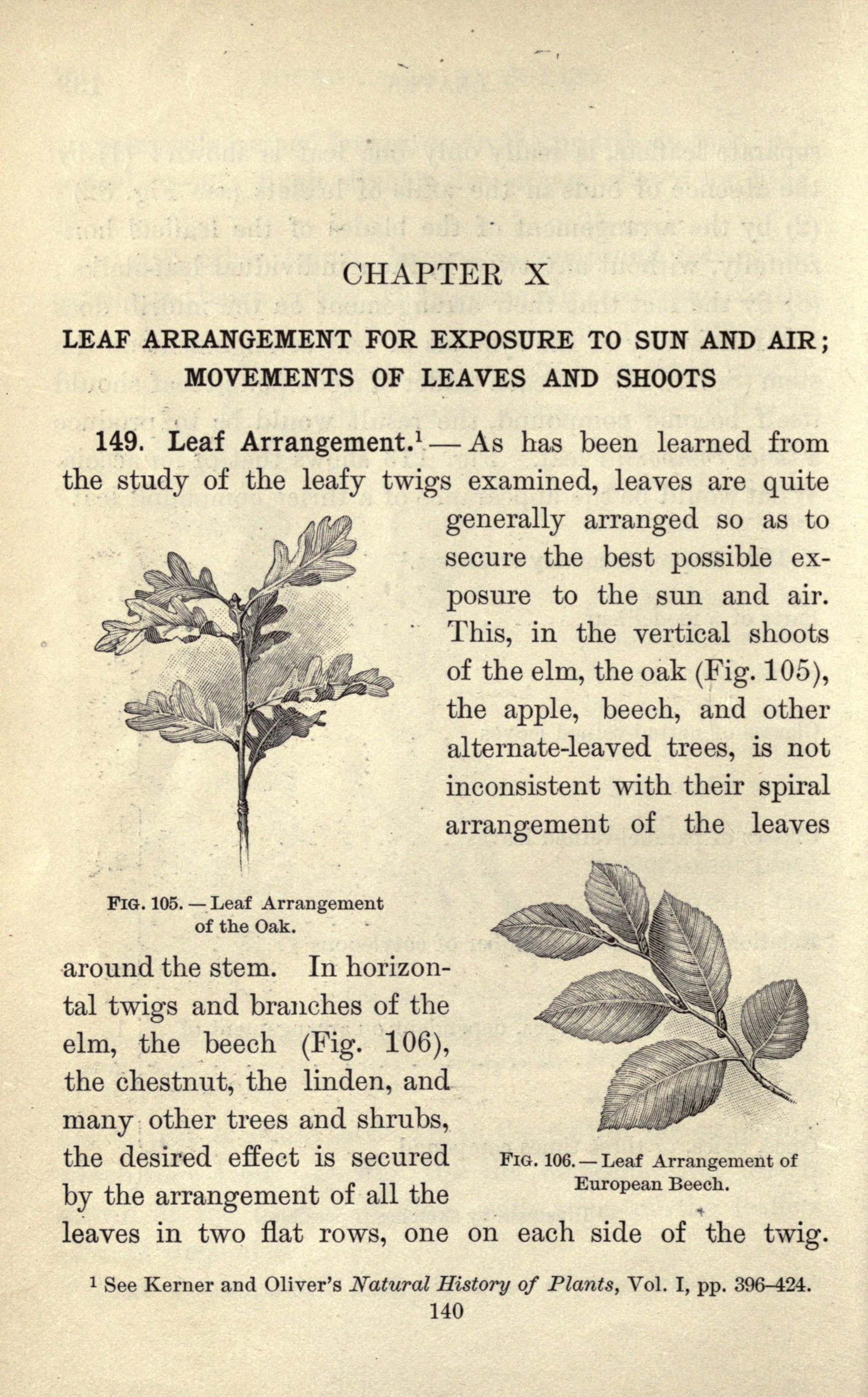
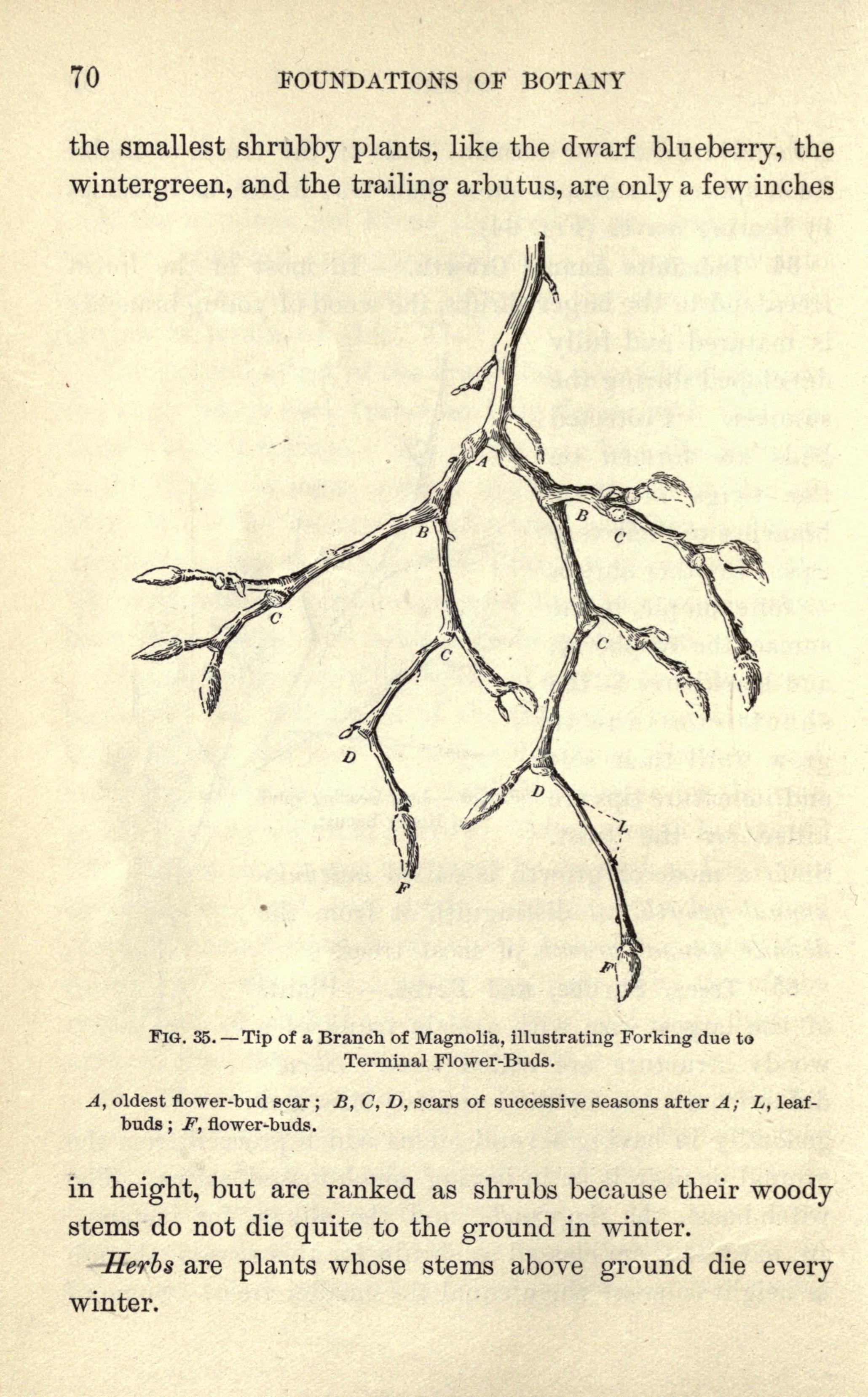
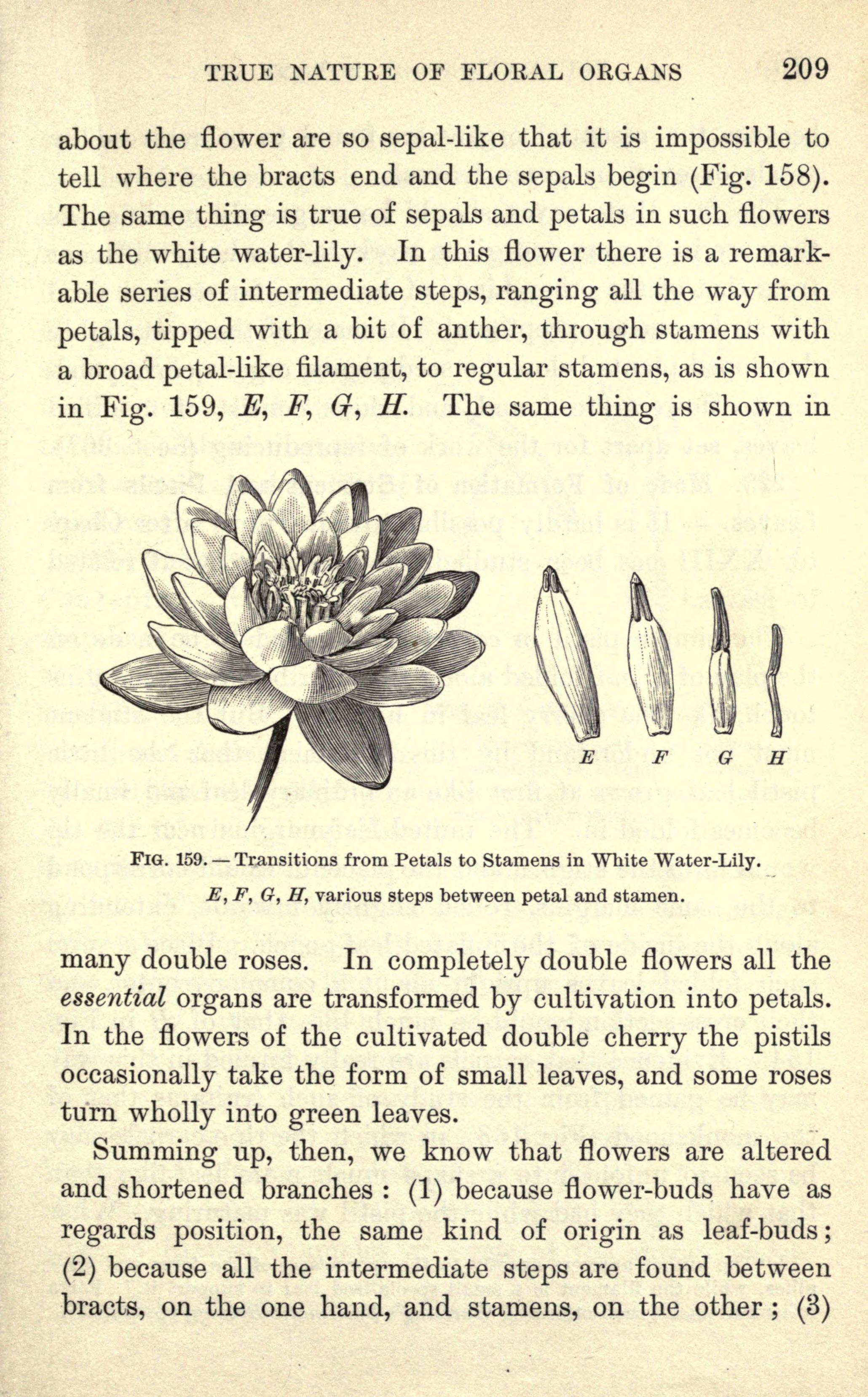
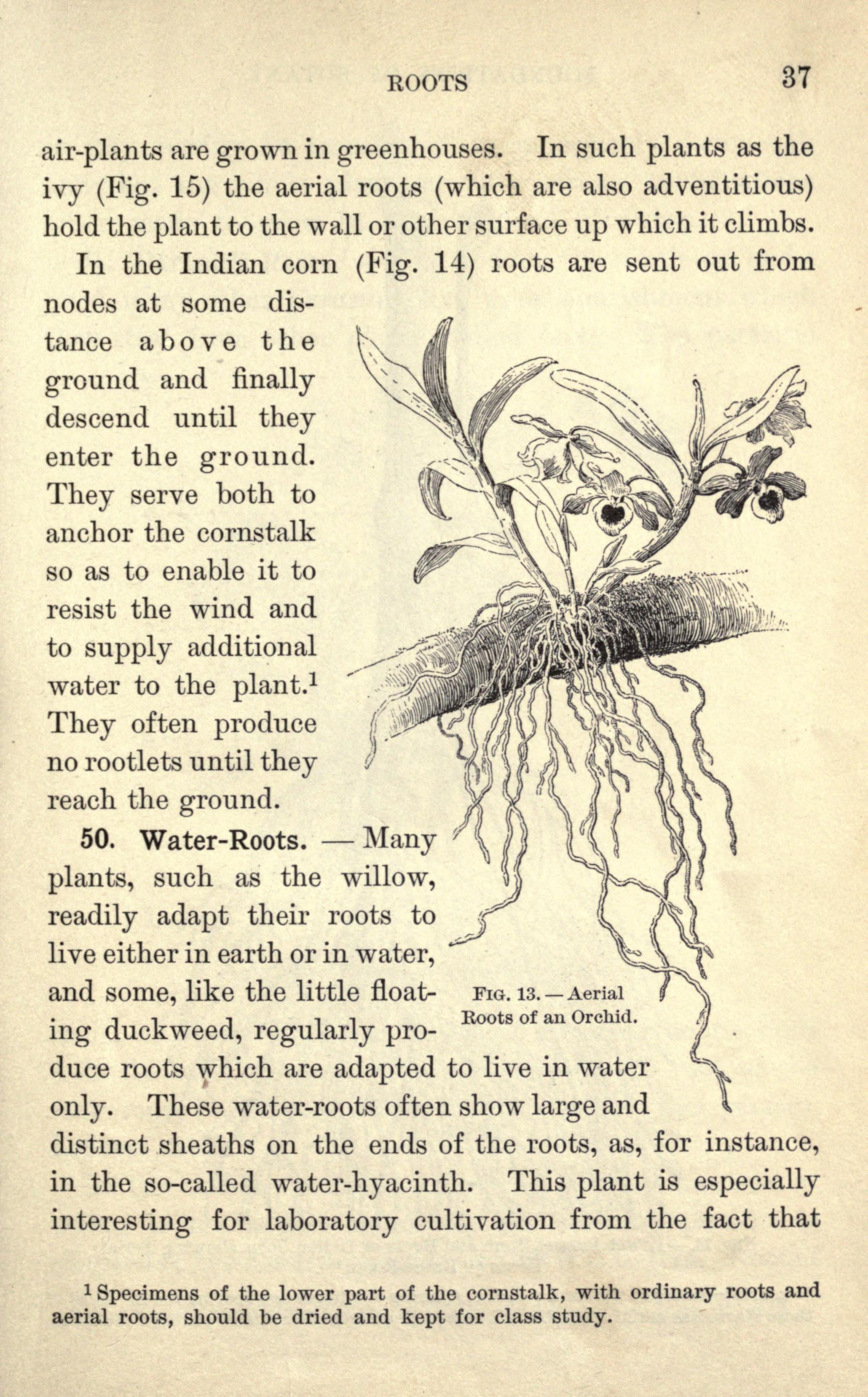